# 561 (tal)
561 är det naturliga heltal som följer 560 och följs av 562.

## Matematiska egenskaper
- 561 är ett udda tal.
- 561 är ett Hexagontal.
- 561 är ett sammansatt tal.
- 561 är ett Sfeniskt tal.
- 561 är ett Carmichaeltal.
- 561 är ett Triangeltal.
- 561 är ett palindromtal i det Binära talsystemet.

## Inom vetenskapen
- 561 Ingwelde, en asteroid.